# Майсторович, Милан
Ми́лан Майсто́рович (серб. Милан Мајсторовић; род. 21 февраля 2005, Нови-Сад) — сербский футболист, защитник московского «Динамо».

## Клубная карьера
Начинал заниматься футболом ещё в школе родного города, где его использовали на позиции правого полузащитника, позже поступив в академию «Воеводины» стал наигрываться на правом фланге защиты.
В сезоне 2020/21 выступал в Юношеской футбольной лиге за команду до 17 лет. Дебютировал за «Воеводину U-17» 2 августа 2020 года в матче 1-го тура против «Вршаца» (3:1), выйдя в стартовом составе. Всего в сезоне 2020/21 в ЮФЛ провёл 16 матчей и забил 2 мяча.
Летом 2021 года начал привлекаться в молодёжную команду «Воеводины». Дебютировал за «молодёжку» 15 августа 2021 года в матче молодёжной лиги против ОФК Белград (2:1), начав игру в стартовом составе. Первый мяч забил против «Спартака» из Суботицы (6:0).
1 мая 2022 года попал в заявку основной команды «Воеводины» в матче 4-го тура второго этапа чемпионата Сербии против «Црвены звезды» (0:3), однако на поле он так и не вышел.
17 августа 2022 года было объявлено, что серб переходит в московское «Динамо». Выступать за команду он начнёт с февраля 2023 года, когда достигнет совершеннолетнего возраста.
10 января 2023 года прибыл в расположение «Динамо», вместе с которым отправился на зимние сборы для подготовки к возобновлению сезона в России. 11 марта 2023 года дебютировал за «бело-голубых» в матче чемпионата России против «Краснодара» (1:3), выйдя в самой концовке встречи. 22 апреля 2023 года вышел на поле в стартовом составе, проведя полный матч против санкт-петербургского «Зенита» (1:3). 28 апреля 2023 года принял участие в матче, приуроченном к столетию клуба, против воронежского «Факела» (0:2). 14 мая 2023 года в матче против «Ахмата» (0:3) у игрока произошёл разрыв крестообразной связки левого колена. Защитник был вынужден покинуть поле в начале второго тайма.

## Карьера в сборной
В мае 2019 года был впервые вызван Бориславом Цветковичем в сборную Сербии до 15 лет, за которую провёл три матча.
В октябре 2021 года принял участие в отборочных матчах к чемпионату Европы среди юношей до 17 лет. Сыграв 5 матчей и забив 1 мяч, помог сборной Сербии до 17 лет квалифицироваться на первенство. По итогам турнира его команда добралась до 1/2 финала, где уступила сборной Нидерландов (2:2) в серии пенальти. Майсторович принял участие во всех матчах, кроме полуфинала.
С сентября 2022 года выступает за сборную Сербии до 18 лет.

## Статистика выступлений

### Клубная
| Выступление      | Выступление      | Выступление      | Лига | Лига | Кубки | Кубки | Итого | Итого |
| Клуб             | Лига             | Сезон            | Игры | Голы | Игры  | Голы  | Игры  | Голы  |
| ---------------- | ---------------- | ---------------- | ---- | ---- | ----- | ----- | ----- | ----- |
| Динамо (Москва)  | Премьер-лига     | 2022/23          | 9    | 0    | 1     | 0     | 10    | 0     |
| Динамо (Москва)  | Итого            | Итого            | 9    | 0    | 1     | 0     | 10    | 0     |
| Всего за карьеру | Всего за карьеру | Всего за карьеру | 9    | 0    | 1     | 0     | 10    | 0     |